# Società degli alpinisti tridentini
La Società degli alpinisti tridentini (SAT) è un'associazione alpinistica italiana operante nella provincia di Trento. È la più vasta sezione del Club Alpino Italiano.

## Storia
La SAT venne fondata a Madonna di Campiglio il 2 settembre 1872 con il nome di Società alpina del Trentino. I soci fondatori intendevano promuovere la conoscenza delle montagne trentine, lo sviluppo turistico delle vallate e l'italianità del Trentino. I mezzi per perseguire tali scopi erano: la costruzione di rifugi, la realizzazione di sentieri, finanziamenti agli albergatori, organizzazione delle guide alpine, ascensione di cime e pubblicazione di scritti geografici e alpinistici.
Primo presidente fu Prospero Marchetti (Bolbeno, 1822 – Arco, 1884), vicepresidente Nepomuceno Bolognini (Pinzolo, 24 marzo 1823 – Milano, 18 luglio 1900). Venne assunta quale motto sociale una poesia di Henry Wadsworth Longfellow: Excelsior! I soci venivano convocati due volte l'anno in un ritrovo primaverile e in uno estivo — i congressi — nel corso dei quali venivano presentate relazioni alpinistiche, geografiche, naturalistiche, storiche e veniva tracciato l'andamento dell'associazione. Il primo congresso si svolse a Madonna di Campiglio nel 1872, nel 1994 si celebrò a Trento il 100°.
È da sottolineare come la SAT non era nata da un gruppo di alpinisti o escursionisti provetti, ma da un gruppo di borghesi irredentisti, che volevano attuare "l'appropriazione culturale e la presa di possesso materiale della patria". E infatti la Società il 4 agosto 1876 venne sciolta dalle autorità austriache per attività filo-italiane. Poi, nel 1877, rinacque col nome di Società degli alpinisti tridentini, nome che porta ancora. 

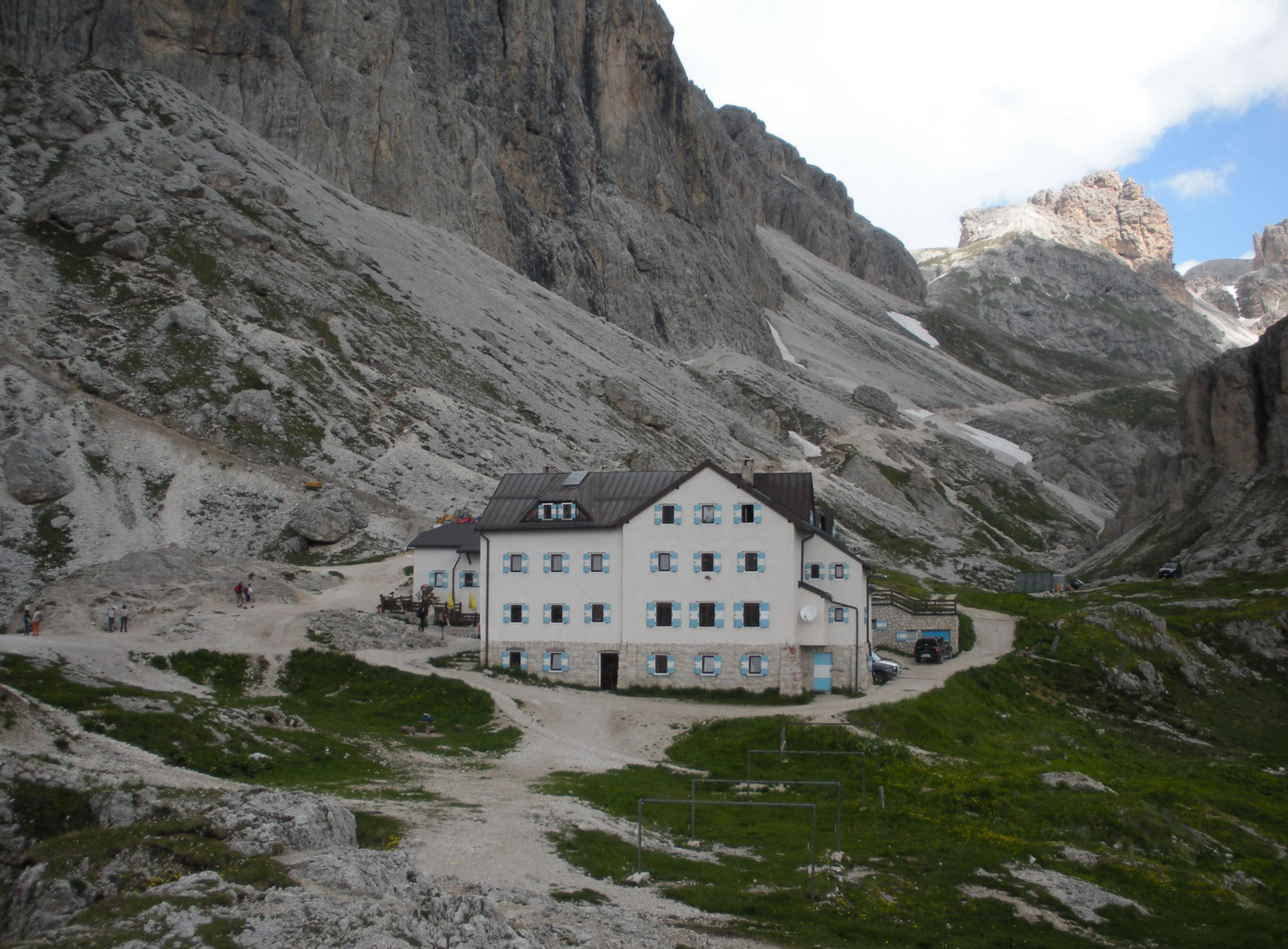
Il rifugio Vajolet, con le tipiche finestre bianche e azzurre che riprendono i colori dello stemma della SAT

Il carattere nazionalista della SAT portò alla cosiddetta guerra dei rifugi, uno scontro che si esprimeva nella toponomastica della montagna, fra le bandiere inalberate di nascosto sulle vette, e nella costruzioni di rifugi "doppi", costruiti cioè uno accanto all'altro. Per esempio, durante l'inaugurazione del rifugio Quintino Sella nel 1906 i partecipanti poterono osservare il cantiere del concorrente tedesco Rifugio Tuckett; o ancora si ricorda quando, nel 1910 la SAT reclamò come proprio il terreno sul quale il rifugio Bremer-Hütte era sorto: la questione finì a Vienna, in tribunale, dove la Corte di Giustizia Superiore diede ragione ai trentini. L'anno precedente, il 4 aprile del 1909, i giovani universitari Mite Ghezzer, Bruno Bonfioli e Ferrante Giordani fondarono la SUSAT, la sezione universitaria, che è la più antica sezione del sodalizio. Ma poco dopo scoppiò la grande guerra e la SAT fu sciolta di nuovo. Molti suoi militanti furono internati o costretti al confino. Altri si rifugiarono in Italia o si arruolarono tra le file degli italiani, come il tipografo del quotidiano Il popolo Cesare Battisti e il giovane studente roveretano Damiano Chiesa.
Nel 1920 la SAT divenne sezione del Club Alpino Italiano (CAI), mantenendo caratteristiche di autonomia. Il 7 gennaio 1921 si forma la sottosezione operaia della SOSAT, gruppo alpinistico operaio su iniziativa di Nino Peterlongo, che già nel 1919 a Trento aveva fondato una sezione della UOEI (Unione operai escursionisti italiani).
Nel 2012 la SAT conta oltre 27.000 soci, suddivisi in 82 sezioni e 10 gruppi; possiede 34 rifugi, 12 bivacchi e vari punti d'appoggio e capanne sociali, cura la segnaletica e la manutenzione di oltre 6.000 km di sentieri; il suo soccorso alpino, fondato nel 1952, conta 800 volontari suddivisi in 37 stazioni sparse sul territorio provinciale con un'unità cinofila ed una speleologica.
La SAT ha pubblicato dalla sua fondazione ventisei annuari e oltre 400 pubblicazioni sociali, commemorative e scientifiche. Dal 1904 pubblica il Bollettino sociale.
La sede centrale dell'associazione si trova a Trento nel palazzo Saracini-Cresseri (sec. XVI) che ospita oltre all'organizzazione centrale, il museo della SAT, l'archivio storico, Biblioteca della montagna-SAT, la sezione SAT di Trento, la S.U.S.A.T. (Sezione universitaria), il coro della SAT, il collegio provinciale delle Guide alpine, il gruppo rocciatori SAT e la scuola di alpinismo e sci alpinismo "Giorgio Graffer".
La SAT svolge attività di volontariato sulle Dolomiti e le montagne del Trentino.